# 司艳
司艳（1989年12月9日—），安徽涡阳人，中国女子手球运动员，司职守门员。她代表中国参加了2013年世界女子手球锦标赛，最终获得第18名。她也曾参加两届亚洲沙滩运动会。 